# Huerto (Huesca)
Huerto es un municipio español situado en la provincia de Huesca, en la comarca de Los Monegros, a 32 km de Huesca, la capital provincial. En 2007 tenía 257 habitantes y una densidad de 2,96 hab/km².

## Geografía
El término municipal también incluye los pueblos de Usón y Venta de Ballerías.

## Historia

### Época romana
Sesa fue la localidad romana Sesars. Hay muchos topónimos y una serie de hábitats dispersos en la zona de Sesa relacionados con la antigua Sesars, entre los que estaría Huerto.

### Época musulmana
La presencia musulmana fue importante en la zona de Huerto. Diversos castillos como el de la localidad -construido en el siglo XII- reflejan esa presencia. La población musulmana de Huerto habitó en la elevación rocosa en la que se sitúa el castillo de Huerto.

### Expulsión de los musulmanes de Huerto y los Monegros
Huerto y su castillo fueron conquistados a los musulmanes hacia el año 1097 por el rey de Aragón y Pamplona, Pedro I de Aragón.
Pedro I, con su ejército cristiano y la ayuda de la población cristiana de Huerto, derrotó y expulsó a los musulmanes de Huerto y los Monegros, consiguiendo una victoria que todavía es celebrada por la población nueve siglos después cada 8 de mayo, como acto puramente histórico.

### La Peste de 1651
La peste azotó a partes importantes de Huesca y Aragón desde 1648. Pero, según la creencia, en 1651, la Virgen de la Jarea libró de la peste a la población de Usón, en la actualidad perteneciente a Huerto. La población de Usón, en Semana Santa, aún acude cada año a rendir culto a la Virgen de la Jarea que se encuentra en Sesa como agradecimiento por salvarlos de la peste.

### Guerra civil española
La guerra civil española provocada por el Golpe de Estado en España de julio de 1936 llevó el enfrentamiento entre bandos y la muerte a Huerto.
Según testimonio del comisario de guerra del Bando Republicano Francesc Roca Matamoros, los bombardeos en Huerto por parte del Bando Nacional utilizando aviones nazis causaron terror y muertos entre la población. En sus memorias afirmó que "el 15 de noviembre de 1937 tres escuadrillas de trimotores junkers, aparecieron sobre Huerto. Todos los soldados, cumpliendo las órdenes dadas por la oficialidad, tan pronto como vieron aparecer los trimotores se escondieron en los refugios construidos para el efecto, no así la población civil, que al no contar con tanta disciplina se mantuvo por la calle, quizás sin darle importancia al asunto, tan pronto como estas máquinas llegaron a encontrarse a la altura del pueblo un silbido largo y prolongado nos dió a entender que el bombardeo había empezado. Efectivamente, como si cayeran relámpagos, cayeron bombas, en número tal que después de cesar el bombardeo nuestro servicio de información pudo comprobar que habían sido 81 las bombas lanzadas. El resultado fue desastroso. 6 mujeres y 5 niños fueron víctimas del bárbaro bombardero, solamente un soldado fue herido muy leve en el muslo derecho".
Represalia y fusilamientos por parte del Bando Republicano
El mismo comisario Francesc Roca Matamoros, en sus citadas "Memorias escritas por el comisario de Guerra de Companyia Francesc Roca Matamoros durante su exilio en México", reconoció la represión y los fusilamientos indiscriminados por parte del Bando Republicano ordenados por el jefe de su división republicana, como respuesta a los bombardeos franquistas con aviones nazis en Huerto. "Su orden fue rápida y tajante; había ordenado que sin formación de causa y bajo su responsabilidad fueran fusilados los prisioneros de guerra que había en poder del mando militar de mi batallón, y la orden se cumplió sin reparos", relata.
Persecución religiosa por parte del Bando Republicano
Como consecuencia de la persecución religiosa durante la guerra civil española llevada a cabo por el Bando Republicano, durante el verano de 1936, también fueron fusilados decenas de sacerdotes y personas por sus creencias en la zona de Huerto y Sesa, existiendo una placa conmemorativa en Sesa dedicada por el Bando Nacional y vencedor de la guerra civil española a los asesinados. En el mismo verano de 1936, la Virgen de la Jarea a la que se rinde culto en Usón fue igualmente fusilada, a la vez que en la muy cercana diócesis de Barbastro fueron asesinados 123 de sus 140 sacerdotes, es decir, el 87 % de sus miembros.
Fosas comunes en el cementerio de Huerto
En el cementerio de Huerto, existen dos fosas comunes de fusilados por parte del Bando Republicano sin identificar, presentes en el mapa de fosas comunes del Ministerio de Justicia (España). Una tiene una cifra de cinco asesinados, la otra un número de víctimas indeterminado. En ambos casos, las fosas comunes del cementerio de Huerto no han sido intervenidas.
Franquismo y represión
Tras el final de la guerra civil española, se produjo la Represión franquista en la provincia de Huesca. Los alcaldes y cargos de los ayuntamientos y las diferentes instituciones políticas de la provincia pertenecían a la Falange Española Tradicionalista y de las Juntas de Ofensiva Nacional Sindicalista (FET y de las JONS) y al Movimiento Nacional y fueron los encargados de dirigir la represión franquista en toda la provincia.
El caso del comunista Mariano Viñuales Tierz
En Huerto concretamente, tras ser avisados por vecinos de la población de Huerto fieles al régimen franquista, las autoridades de la población denunciaron en la policía a Mariano Viñuales Tierz, histórico dirigente comunista natural de Huerto, combatiente del Ejército Popular Republicano y de las Fuerzas Francesas del Interior (FFI), que había sido responsable de una agrupación del Partido Comunista de España en Huerto. 
Viñuales había regresado a Huerto junto a otros guerrilleros desde Francia para combatir al régimen franquista con el maquis, cuando fue detectado por los vecinos de su pueblo que avisaron de su presencia y provocaron que acabase denunciado en la policía.
Viñuales fue procesado por dos Consejos de Guerra y condenado a 12 años y un 1 día de prisión por el delito de Rebelión, condena que cumplió en cárceles de Zaragoza y Valencia.

## Demografía
Huerto cuenta con una población de 226 habitantes (INE 2024).
| Gráfica de evolución demográfica de Huerto entre 1842 y 2021 |
| |
| Población de derecho según los censos de población del INE Población de hecho según los censos de población del INEEntre el censo de 1857 y el anterior, crece el término del municipio porque incorpora a Ballerías Entre el censo de 1981 y el anterior, crece el término del municipio porque incorpora a Usón |

## Administración y política
| Período   | Alcalde                                               | Partido | Partido |
| --------- | ----------------------------------------------------- | ------- | ------- |
| 1979-1983 | Ignacio Javier Marín López                            | PSOE    |         |
| 1983-1987 | Ignacio Javier Marín López                            | PSOE    |         |
| 1987-1991 | Ignacio Javier Marín López                            | PSOE    |         |
| 1991-1995 | Ignacio Javier Marín López                            | PSOE    |         |
| 1995-1999 | Antonio Castro Asín                                   | PP      |         |
| 1999-2003 | Antonio Castro Asín                                   | PP      |         |
| 2003-2007 | Antonio Castro Asín                                   | PP      |         |
| 2007-2011 | Francisco Dámaso Biela Abadías                        | PSOE    |         |
| 2011-2015 | Francisco Dámaso Biela Abadías                        | PSOE    |         |
| 2015-2019 | Francisco Dámaso Biela Abadías                        | PSOE    |         |
| 2019-2023 | Joaquín Fermín Biela Abadías                          | PSOE    |         |
| 2023-2027 | José Luis Ferrando Castro (Hasta septiembre del 2023) | PP      |         |
| 2023-2027 | José Ignacio Asín Callén                              | PP      |         |

| Partido político    | Partido político                                   | 2003   | 2007   | 2011   | 2015   | 2019   | 2023   |
| Partido político    | Partido político                                   | Ediles | Ediles | Ediles | Ediles | Ediles | Ediles |
|                     | Partido de los Socialistas de Aragón (PSOE-Aragón) | 2      | 3      | 4      | 4      | 3      | 1      |
|                     | Partido Popular de Aragón (PP)                     | 5      | 3      | 2      | 1      | 2      | 4      |
|                     | Partido Aragonés (PAR)                             | —      | —      | 1      | —      | —      | —      |
|                     | Chunta Aragonesista (CHA)                          | —      | 1      | —      | —      | —      | —      |
| Total de concejales | Total de concejales                                | 7      | 7      | 7      | 5      | 5      | 5      |

## Fiestas
Celebración de la gran batalla entre moros y cristianos
Huerto tiene una celebración llamada "romería de los palos", que se celebra cada 8 de mayo y que conmemora una antigua batalla en la que la población de Huerto se unió al ejército cristiano del rey Pedro I para derrotar y expulsar a los moros. 
En la celebración "romería de los palos", los vecinos van hasta la ermita de Santo Domingo de Guzmán provistos de palos para rememorar la victoria de sus antepasados sobre los moros y celebran una misa que conmemora esa victoria.
Sobre esta celebración, Francisco Biela Abadías, alcalde de Huerto, declaró en el Heraldo de Aragón (11-12-2018): "Nuestra ermita octogonal de Santo Domingo de Guzmán nos recibe el 8 de mayo; vamos con palos, porque la leyenda dice que se conmemora una batalla entre moros y cristianos y los pobladores de la época subieron a apoyar al ejército cristiano".
Usón y la Virgen de la Jarea
Como se ha comentado, la población de Usón, perteneciente a Huerto, también tiene gran devoción hacia la Virgen de la Jarea de Sesa.
Según la creencia, la Virgen libró a la población de Usón en 1651, al igual que a las poblaciones de Sesa, Salillas, Piracés, Fraella y Tramaced, de la peste que azotaba por aquel entonces Aragón. La población de Usón, en Semana Santa, acude cada año en romería a rendir culto a la Virgen.
Calendario de fiestas
Huerto
- 16 de abril - Santa Engracia.
- 8 de mayo - Celebración de la gran batalla contra los moros.
- 4 de agosto - Santo Domingo.

Usón
- Lunes de Pascua - Romería de la Virgen de la Jarea.

## Personas célebres nacidas en Huerto
- Mariano Viñuales Tierz